# Quercia del Tasso
La Quercia del Tasso è ciò che rimane di un albero monumentale di Roma sito sul colle Gianicolo, nel rione Trastevere. La quercia è legata alle figure dello scrittore Torquato Tasso, da cui prende il nome, e di san Filippo Neri. Nei pressi della quercia fu realizzato un piccolo teatro all'aperto proprio su iniziativa dell'oratorio di Filippo Neri, divenuto noto come Anfiteatro Quercia del Tasso.

## Storia

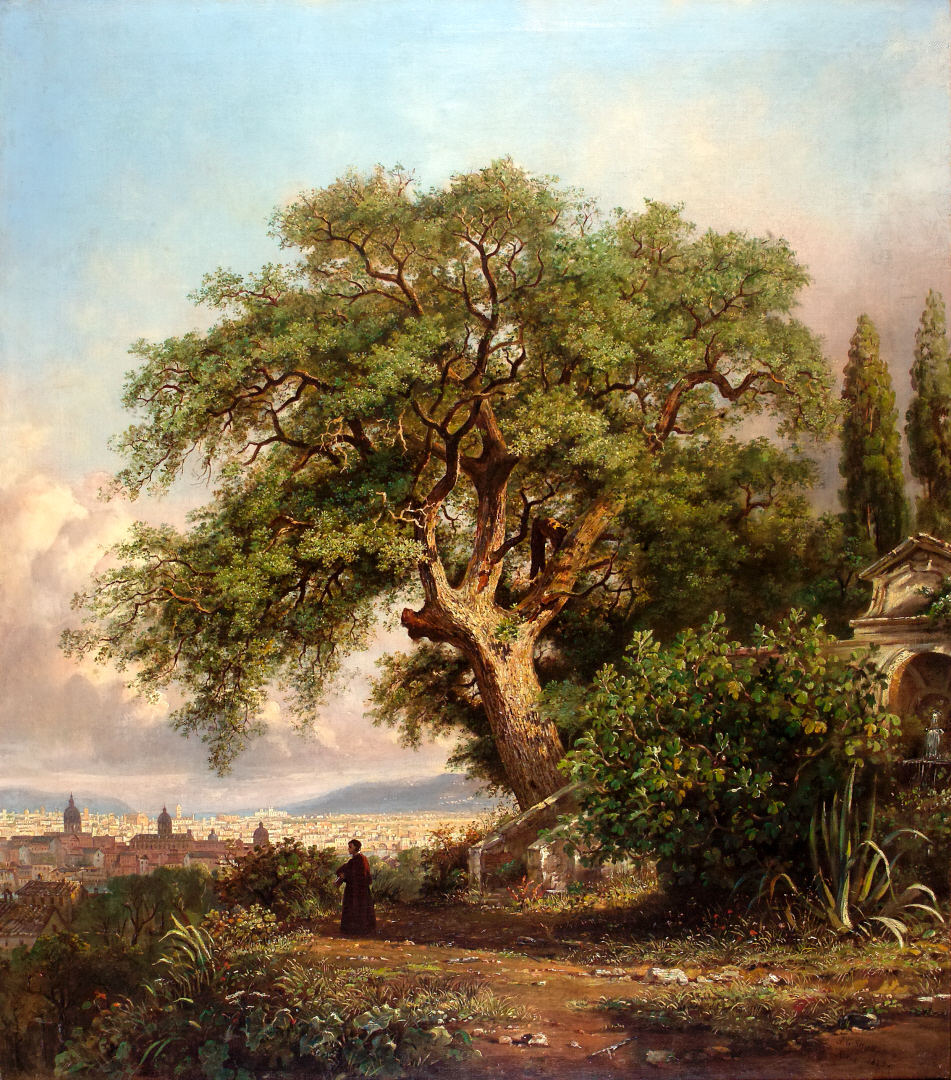
Quadro di Arthur John Strutt del 1843

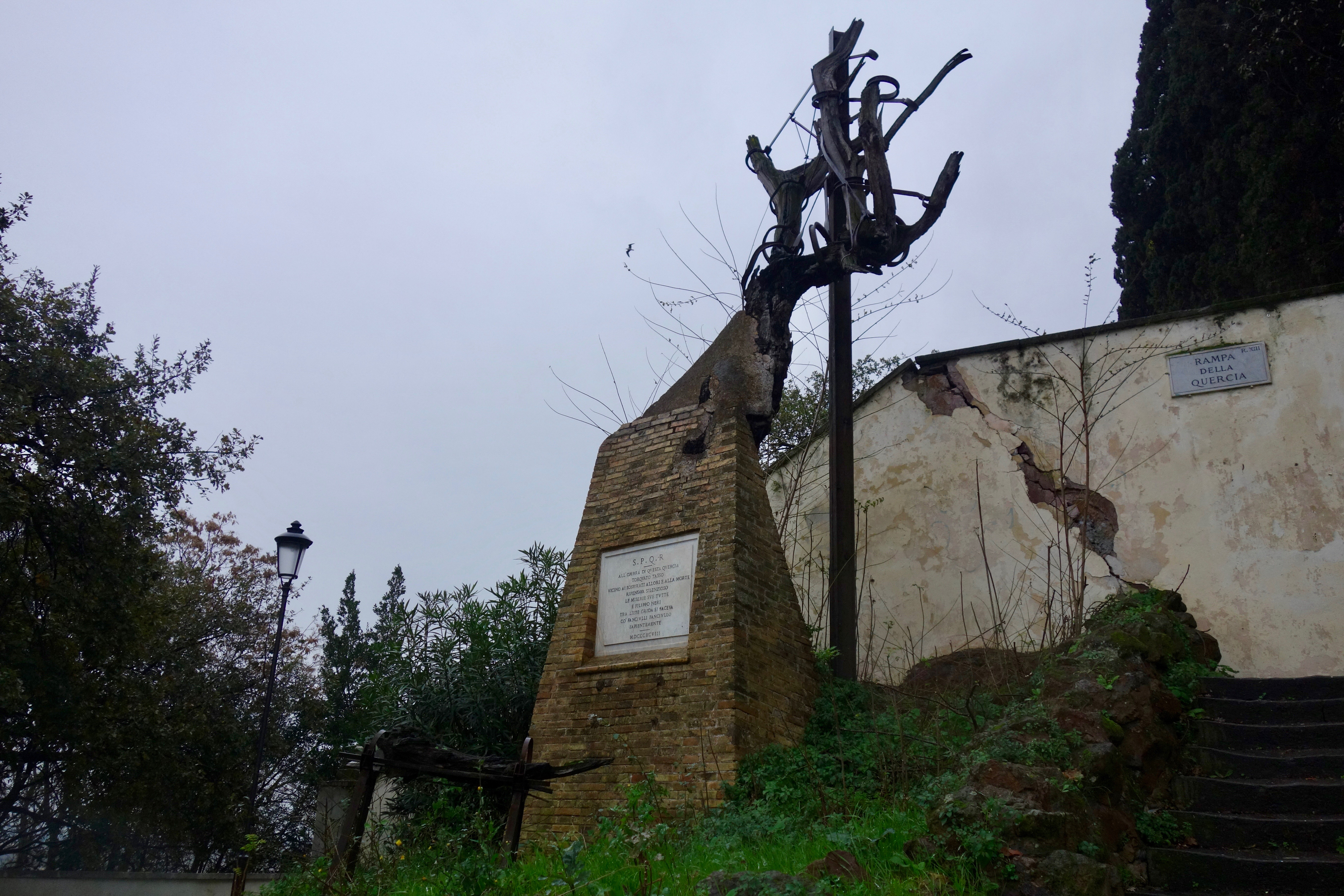
I resti della quercia nel 2016

La quercia si trova accanto al convento di Sant'Onofrio, ove Tasso trascorse gli ultimi mesi di vita; secondo la tradizione, il poeta avrebbe amato meditare ai piedi dell'albero; ai primi dell'800 fu visitata da Giacomo Leopardi.
Nel 1843 fu colpita da un fulmine; nello stesso anno il pittore inglese Arthur John Strutt la scelse come soggetto di un suo dipinto, ritraendola probabilmente prima che fosse colpita dal fulmine; il dipinto è conservato presso il Museo di Roma a palazzo Braschi.
Il luogo era molto amato anche da Guglielmo Marconi, come ricordato dalla seconda moglie Maria Cristina Bezzi-Scali: «Quando eravamo a Roma, le sue passeggiate preferite erano quelle al Pincio, a Villa Borghese e al Gianicolo; amava ammirare il panorama della città e mi conduceva anche alla quercia del Tasso, dove si soffermava a ricordare il grande poeta».
Nel 1929 sotto alla quercia fu posizionata una fontana, parte della serie di fontanelle artistiche disegnate da Emanuele Cito Filomarino, che riporta inciso un verso del XV canto della Gerusalemme liberata.
Nel 1975 Achille Campanile, ispirato dalla pianta che già allora si presentava in condizioni precarie, scrisse una filastrocca parte del suo Vite degli uomini illustri.
Nel 2011 fu ulteriormente danneggiata da un incendio doloso.
Considerate le sue condizioni, agli inizi del XXI secolo è stato proposto di sostituirla con una pianta dello stesso genere e di spostare i resti della quercia presso il museo di scienze naturali del Liceo ginnasio Torquato Tasso di Roma.